# مجزرة توخار
في 19 يوليو 2016 قُتل أكثر من 100 شخص  نتيجة قصف نفذته قوات التحالف الدولي على قرية توخار الواقعة شمال مدينة منبج في سوريا. وجرى القصف في إطار معركة منبج التي تقودها الولايات المتحدة وقوات سوريا الديمقراطية لإخراج تنظيم الدولة الإسلامية من مدينة منبج التي يسيطر عليها التنظيم. وذكرت تقارير أن أغلب القتلى هم من المدنيين ومنهم عائلات بأكملها.
وقالت وكالة أعماق التابعة لتنظيم الدولة الإسلامية: «أكثر من 160 قتيلاً من المدنيين معظمهم من الأطفال والنساء نتيجة عدة غارات أمريكية استهدفت قرية توخار كبير شمال منبج قبل فجر اليوم».
واتهم ناشطون في المدينة قوات سوريا الديمقراطية بإعطاء إحداثيات خاطئة لطيران التحالف والتسبب بقصف المدنيين على أنهم عناصر من داعش.

## ردود الفعل
- الولايات المتحدة: قال المتحدث باسم التحالف الدولي العقيد كريس غارفر إن التحالف يدرس تقارير عن مقتل مدنيين لكنه «يتوخى الحذر الشديد» ليتأكد من أن الغارات لا تقتل سوى مسلحي تنظيم الدولة الإسلامية.
- المعارضة السورية: طالب أنس العبدة رئيس الائتلاف الوطني لقوى الثورة والمعارضة السورية؛ بفتح تحقيق في هذه المجزرة ومُحاسبةَ المسؤولينَ عن هذه الانتهاكات، ومؤكداً أنَ تكرارِ هذه الضربات يُشيرُ إلى خللٍ واضحٍ في القواعدِ التي يَتبعها التحالف. كما طلب من التحالف الدولي تعليق طلعاتِهِ الجوية بشكلٍ فوري.
- قوات سوريا الديمقراطية: نفى مجلس منبج العسكري الذي تقوده قوات سوريا الديمقراطية؛ مسؤولية التحالف الدولي عن هذه المجزرة وحملت داعش مسؤولية المجزرة، كما أدانت مقترح الائتلاف المعارض بوقف الغارات في المنطقة قائلة إن ذلك سيزيد من خسائرها ويبطئ من تقدمها.